# 에딘버러 리뷰
에딘버러 리뷰는 스코틀랜드의 지식, 문화 잡지로 서로 다른 시기에 네개의 잡지가 있었다. 가장 잘 알려진 것은 1802-1929년 사이에 있었던 것으로 사변협회 구성원들이 창간했고 스코틀랜드 계몽주의의 영향력 하에 있었다.

## 첫번째, 1755-56
최초의 에딘버러 리뷰는 1755년 스코틀랜드 명사회(Select Society)가 창간했다. 창간호 서문에 따르면 "이 나라에서 벌어지는 지적 성취를 보여준다"는 목표를 가졌으며 스코틀랜드인이 더 앎에 천착하게 하고, 자신들을 고양하며 국가에 이바지하게 만드는 글을 썼다.
말미에는 반년간 스코틀랜드에서 출간된 모든 책의 목록을 제공하고 종종 스코틀랜드에서 많이 읽혔거나 사람들의 호기심을 자극할 국외의 출간물도 다룬다고 적혀있다. 외국 출판물 중에서는 애덤 스미스가 1756년 3월에 검토한 장자크 루소의 인간 불평등 기원론이 있었다. 잡지가 성숙해지기도 전에 스코틀랜드 교회(the Church of Scotland)와 대중당(the Popular Party)에게서 공격을 받았다.

## 두번째, 에딘버러 매거진 리뷰, 1773-76
비슷한 목적을 가졌지만 이름이 다른 잡지인 Edinburgh Magazine and Review가 월간으로 창간되었다. 창간인은 길버트 스튜어트로 그는 공격적 편집방침을 가졌고 결국 그때문에 폐간되었다.
스튜어트는 자신에게 적대적인 법률가와 역사가들을 공격했다. 데이비드 흄이 로버트 헨리의 책 영국사(History of Great Britain)를 호평했는데 흄의 글을 빼고 자신의 비평을 집어넣었다. 몬보도 경에 대한 공격은 악평의 정점이었다.
다수의 잡지를 창간하게 되는 윌리엄 크리치(William Creech)가 출판인이었다.
주요 기고자는 스튜어트 외 윌리엄 리차드슨, 윌리엄 바론, 토마스 블랙록, 알렉산더 길리스, 윌리엄 스멜리 등이었다.

## 세번째, 1802-1929
세번째 에딘버러 리뷰는 19세기 영국에서 가장 영향력있는 잡지 중 하나였다. 낭만주의를 지지했지만 남용되는 낭만주의에 비판적이었다. 정치적으로는 휘그당을 지지했고 토리당을 지원한 쿼털리 리뷰 Quarterly Review와 경쟁했다.
잡지는 1802년 10월 10일 프란시스 제프리, 시드니 스미스, 헨리 브로엄, 프란시스 호너가 창간했고 아치발드 콘스터블이 발행인으로 1929년까지 계간으로 발행했다.
문학 비평으로는 윌리엄 워즈워스를 공격한 일이 유명하다.
정치적으로는 개혁을 촉구했다. 여성의 선거권의 초기 운동가인 루이자 스튜어트의 남편 존 스튜어트도 잡지 관련자였다.
잡지의 모토는 푸블릴리우스 시루스의 '죄를 용납한 판사는 유죄다' judex damnatur cum nocens absolvitur였다.
- Thomas Arnold
- Richard Harris Barham
- Henry Brougham
- Thomas Brown
- Thomas Carlyle
- Ugo Foscolo
- Henry Hallam
- William Hamilton
- Abraham Hayward
- William Hazlitt
- Felicia Hemans
- Leigh Hunt
- Francis Jeffrey
- George Cornewall Lewis
- Thomas Babington Macaulay
- Sir James Mackintosh
- John Ramsay McCulloch
- John Stuart Mill
- Robert Montgomery
- John Playfair
- Henry Reeve
- Henry Enfield Roscoe
- Bertrand Russell
- Charles William Russell
- Sir Walter Scott
- Sismondi
- Sydney Smith
- Herbert Spencer
- Arthur Penrhyn Stanley

## 네번째, 1984-
뉴 에딘버러 리뷰는 1969년 창간되었다. 1984년에 '문화의 빛을 하나로 모은다'는 모토로 제호도 에딘버러 리뷰로 고쳤다. 74년 안토니오 그람시 철학을 논의했던 호가 널리 알려졌다.

## 노트
1. ↑  Lomonaco, Jeffrey (October 2002). “Adam Smith's "Letter to the Authors of the Edinburgh Review"”. 《Journal of the History of Ideas》 63 (4): 660–61. doi:10.2307/3654165.
2. 1 2 3   〈Stuart, Gilbert (1742-1786)〉. 《영국인명사전》. 런던: Smith, Elder & Co. 1885–1900.
3. ↑  Ian Brown (2007). 《The Edinburgh History of Scottish Literature: Enlightenment, Britain And Empire( 1707-1918)》. Edinburgh University Press. 380쪽. ISBN 978-0-7486-2481-2. 2013년 2월 24일에 확인함.
4. ↑  John Clive, Scotch Reviewers: The Edinburgh Review, 1802–1815, Cambridge, Massachusetts: Harvard University Press, 1957, pp. 164–65.
5. ↑  John Clive, "The Edinburgh Review," History Today.  (1952) 2#12 pp 844-850.
6. ↑  John Clive, Scotch Reviewers: The Edinburgh Review, 1802–1815, Cambridge, Massachusetts: Harvard University Press, 1957, pp. 186–97.
7. ↑  John Clive, "The Edinburgh Review," History Today.  (1952) 2#12 pp 844-850.
8. ↑  See Proletarian Order, by Gwyn A. Williams (1975), and Gramsci, by James Joll (1977) for discussion of the NER Gramsci issues. Maisels was a member of the Communist Organisation in the British Isles.